# Парк Маяковского (Харьков)
Парк культуры и отдыха им. В. Маяковского — один из парков культуры и отдыха (ПКиО) города Харькова.

## Расположение
Расположен в Индустриальном районе вблизи станции метро «Тракторный завод» в районе ХТЗ, между улицей Мира и Московским проспектом по адресу ул. Мира, 3 . Вблизи парка находится железнодорожная станция «Лосево».

## История
Парк был заложен в 1930-х годах во время строительства посёлка ХТЗ. Название получил в честь известного советского поэта Владимира Маяковского.
В 1966—1967 годах в парке Маяковского были построены аттракционы, игровые площадки и сооружения для культурно- -массовой работы. Шефами, или как теперь говорят спонсорами, парка были заводы ХТЗ, «Электротяжмаш», 8ГПЗ. В 1970 году парку было присвоено звание дипломанта Всесоюзного смотра — конкурса парков культуры и отдыха.
К началу XXI века парк пришёл в полный упадок, не получая должного ухода.
12 января 2011 года на заседании внеочередной сессии Харьковского городского совета было принято решение о создании коммунального предприятия «Парк культуры и отдыха им. В. Маяковского» с целью освоения зелёного массива в Орджоникидзевском районе.. На данный момент его «освоил» жилой комплекс «Жилстроя», заняв практически основную его территорию, за исключением центральной его части. На данный момент парк входит в КП «Объединение парков культуры и отдыха г. Харькова» (директор В. Давтян, департамент коммунального хозяйства), в которое входят всего шесть парков города, причем состоящих в списке самых запущенных и неухоженных в городе. От территории когда-то большого парка, одного из самых красивых и ухоженных в г. Харькове, с аттракционами, летним кинотеатром, танцплощадкой, фонтаном, потрясающими клумбами, с территорией от ст.метро им. Масельского до нынешней станции метро Индустриальная осталось 5,5 га территории, не имеющей ничего общего с названием парк, но тем не менее так обозначенной в списке коммунальной собственности

## Инфраструктура
По состоянию на 01.03.2013 года в парке нет ни одного аттракциона . 
.
- Фотографии из парка
- Вход в парк
- Колесо обозрения
- Кабина колеса обозрения
- Аллея
- Декоративный домик — билетная касса
- Тир
- Аттракцион «Автодром»
- Аттракцион «Весёлые горки»
- Маленькая цепочечная детская карусель
- Аттракцион «Колокольчик»
- Адвентистская часовня на окраине парка